# Jenever

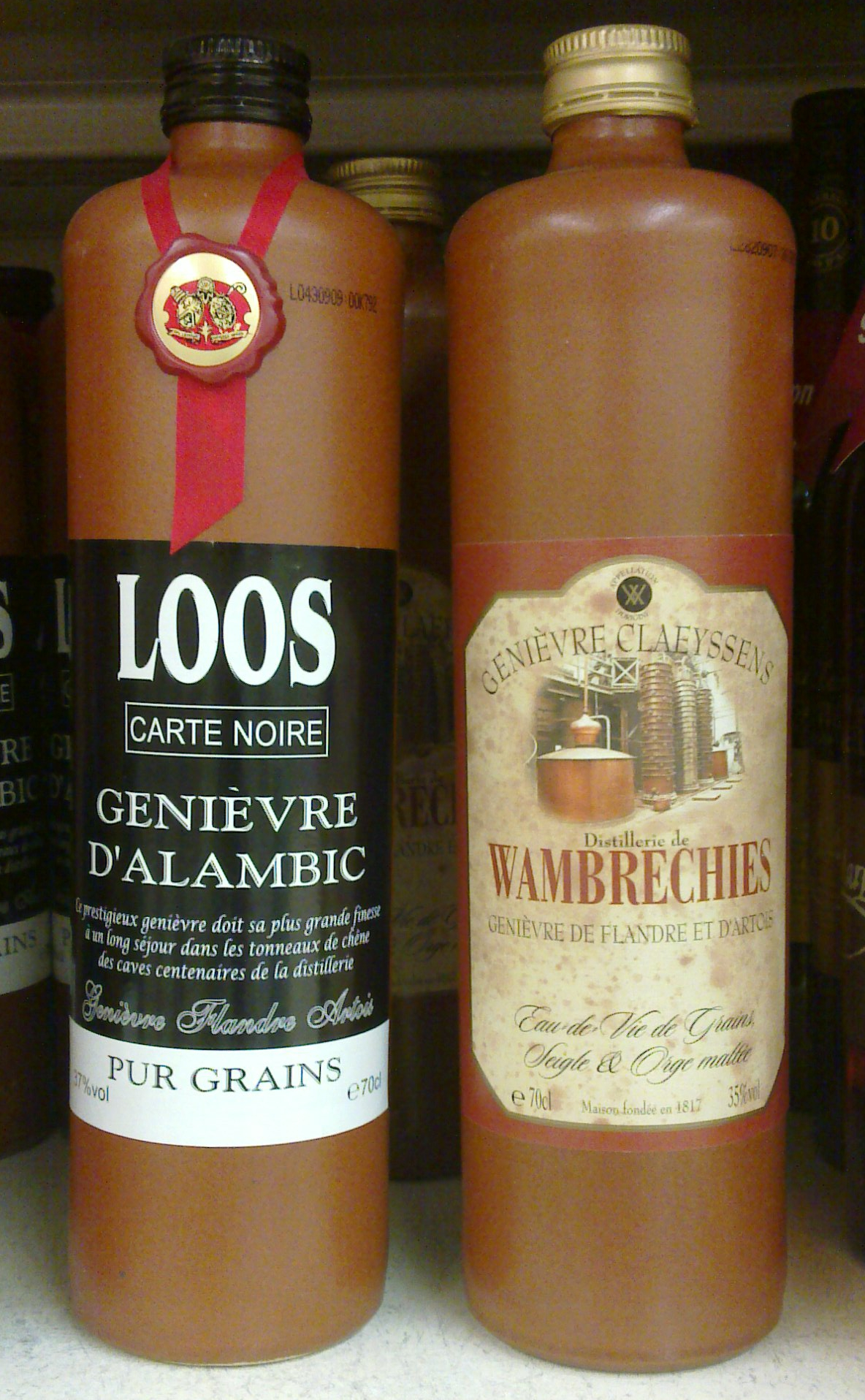
Francia genièvre

A jenever, genièvre vagy genever (időnként junever, jeniever, peket, Jajem (amszterdami szleng) vagy angol nyelvterületen holland gin) Hollandia és Belgium hagyományos, részben malátázott gabonából, borókabogyóval együtt főzött égetett szesze, melynek korai változatából a gin is kifejlődött.  A jenever ma is nagyon népszerű Hollandiában és Belgiumban. Az Európai Unió csak ebben a két országban, valamint két franciaországi megyében és két német tartományban engedélyezi a jenever és hasonló nevek használatát, és nyolc különböző eredetvédett változatot különböztet meg.

## Története
Feltalálását gyakran Sylvius de Bouve holland vegyésznek és alkimistának tulajdonítják és a kései 16. században még gyógyszerként árusították. A 17. században az íze miatt vált egyre népszerűbbé.
A jenevert eredetileg malátapárlatból (hollandul: moutwijn) desztillálták újra 50% szesztartalmúra. Mivel a kiforratlan technológiával lefőzött malátapárlat íze kellemetlen volt, ezt fűszerezéssel próbálták elfedni, és erre a célra a borókabogyó lett a legnépszerűbb választás. A boróka hollandul: jeneverbes (ami a latin juniperusból származik), így született a jenever, majd abból az angol gin elnevezés.

## Régi és új
A jenevernek két fő típusa van: oude (régi) és jonge (fiatal). A két típust nem az érlelés különbözteti meg, hanem a lepárlási technológia. A 19–20. század fordulóján egyre elterjedtebbé váltak a finomítóoszlopok, melyekkel majdnem semleges ízű alkoholt lehetett előállítani a felhasznált alapanyagtól függetlenül. Ekkor világszerte semlegesebb ízű és olcsóbb italfajták jelentek meg, így alakult ki az Egyesült Királyságban a kevert whisky, Oroszországban a modern vodka, Hollandiában pedig a jonge jenever. Az első világháború alatt a gabona (és ezzel együtt a maláta) hiánya miatt ez a típus került előtérbe; a répacukorgyártás által szolgáltatott melaszból főzött alkoholt használták gabonaszesz helyett. Elterjedtek az oude és jonge jelzők a régi, illetve új stílusú jeneverre, mely utóbbi több malátázatlan gabonát tartalmaz, és esetenként akár melaszszeszt is. Ma a kizárólag gabonából (és malátából) főzött jenever elnevezése Graanjenever. A jonge jenever legfeljebb 15% erjesztett malátát tartalmazhat és legfeljebb 10 g/l cukorral édesíthető. Az oude jenevernek legalább 15% malátából kell készülnie és legfeljebb 20 g/l cukorral édesíthető. A Korenwijn (szó szerint: gabonabor) a 18. századi változathoz nagyon hasonló jenever, és gyakran érlelik pár évig tölgyfahordóban. 51–70% malátából készül, és az oude-hoz hasonlóan édesíthető. A moutwijnhez hasonlóan ez sem bor, és a kukorica csak az egyik lehetséges alapanyaga.

## Íze
A jonge jenevernek semleges, vodkára hasonlító íze van, halvány borókaízzel. Az oude jenever íze sokkal határozottabb, malátás ízű. Időnként az oude jenevert is érlelik, ekkor fás-füstös, kissé whiskyre emlékeztető íze lesz.

## Jenever-városok
Hasselt, Liège, Schiedam és Amszterdam jól ismertek jeneverjeikről, és gyakran „jenever-városokként” (jeneversteden) emlegetik őket. Amszterdamban a Van Wees és Wynand Fockink készít jenevert. Ismertebb Schiedami főzdék például a Melchers, Henkes és Hasekamp, mely utóbbi nagyobb mennyiségben exportál Afrikába. A holland–belga határhoz közeli Baarle-Nassauban a Zuidam készít hagyományos jenevert és egyéb holland párlatokat. Ismert jenever-városok még Groningen (Hooghoudt) és Dordrecht (Rutte). Belgiumban Deinze ismert a Filliers főzdéről.
A holland székhelyű Lucas Bols oude genevert gyárt és árusít Dél-Amerikában, ahol spanyolul ginebraként ismert. A Ketel One ma már inkább vodkagyártóként ismert, de jeneverfőzdeként kezdte, és részben ma is az. Kanadában a DeKuyper gyárt jenevert Montrealban.

## Fogyasztási szokások
A jonge jenevert gyakran mélyhűtve fogyasztják, a minőségi oude jenevert (és korenwijnt) azonban általában szobahőmérsékleten. Elterjedt hagyomány teljesen telitöltött felespoharakat tenni a mélyhűtőbe, majd az első kortyot a pohár fölé hajolva meginni.